# 스트렐치
스트렐치(стрельцы́, streltsy)는 '사격수'란 의미의 16세기부터 18세기까지 존재했던 러시아 차르국의 친위대이다. 이들은 기본적으로 머스켓과 바디시로 무장했다. 이들은 일반적으로 '사격 부대'로 알려져 있기도 하다.

## 창설 및 구조
초창기 스트렐치 부대는 이반 뇌제에 의해 1545년에서 1550년 사이에 창설된 것으로 추정되며, 아퀘부스로 무장하였다. 이들은 1552년 카잔 전투에 처음으로 실전 투입되었다. 당시 스트렐치는 촌락민이나 상인들로 이루어졌으며, 이후 전력면에서 효율성을 인정받은 이들은 주력으로서 장기간 활용되었고, 세습제로써 유지되었다. 그러나 16세기에는 정예 부대로써 각광받던 이들은 훈련의 부족과 전투 의욕 상실 등으로 인해 그 효율성이 점차 떨어져 갔다.
스트렐치 부대는 모스크바에 주둔하는 비보니예(выборные), 고로스키예(городские), 그리고 지방 부대로 나뉘었다. 모스크바에 주둔한 스트렐치는 크렘린 왕궁 수비를 맡았고, 일반적인 호위 임무외에 타 군사 작전에도 참여하였다. 이들은 또 모스크바 내에서 경찰과 소방 활동을 하기도 했다. 러시아의 외교관으로서 1660년대 스웨덴으로 파견된 첩자로써 후에 스웨덴으로 망명하였던 그리고리 고토쉬킨은 스트렐치가 도끼와 함께 양동이, 구리 펌프를 이용해 화재가 난 건물 내부로 물을 뿌리는 방식으로 화재를 진압했다고 기술하였다. 그러나 17세기 러시아를 방문했던 서유럽인 아담 올레리우스는 그들이 단 한번도 물을 사용한 적이 없다고 기술했다. 
한편 지방의 스트렐치 부대는 요새를 세우고 국경 방비를 맡았으며 지방에서 별도로 관리되었다. 스트렐치 부대는 스트렐치 부서에 따로 소속되어 있었으나, 전쟁이 벌어지면 그들은 자신들의 직속 상관에게 복종하였다. 지방의 스트렐치 역시 지방 보이보드의 관할 구역 내 종속되어 있었다. 스트렐치는 주로 적색, 청색, 또는 녹색의 코트와 노란색의 부츠로 이루어진 특유의 군복을 착용하였으며 마찬가지로 특유의 훈련을 받았고, 특유의 무기(아퀘부스, 머스켓, 자루 도끼, 바디시, 사브르, 파이크 등)를 장비하였다. 그 중 파이크의 사용 비율은 극히 낮았으며, 바디시는 직접적인 육탄전 외에 그들 특유의 총기 사격자세를 위한 보조 장비로써 필수적으로 동원되었다. 

## 같이 보기
- 보병